# Terraform (software)
Terraform è uno strumento software di infrastructure as code creato da HashiCorp. Gli utenti definiscono e forniscono l'infrastruttura del data center utilizzando un linguaggio di configurazione dichiarativo noto come HashiCorp Configuration Language (HCL) oppure, opzionalmente, JSON.

## Progettazione
Terraform, tramite alcuni fornitori, gestisce risorse esterne come infrastrutture cloud pubbliche e private, dispositivi di rete, software as a service e platform as a service. HashiCorp mantiene un ampio elenco di fornitori ufficiali e può anche integrarsi con sistemi sviluppati dalla comunità. Gli utenti possono interagire con essi dichiarando le risorse o richiamando le fonti di dati. Invece di usare comandi imperativi, Terraform utilizza la configurazione dichiarativa per descrivere lo stato finale desiderato; una volta che un utente lo invoca su una certa risorsa, Terraform eseguirà le azioni CRUD per conto dell'utente al fine di ottenere lo stato desiderato. L'infrastruttura può essere definita come un insieme di moduli, promuovendo riutilizzabilità e manutenzione.
Terraform supporta una serie di fornitori di infrastrutture cloud come Amazon Web Services, Cloudflare, Microsoft Azure, IBM Cloud, Serverspace, Selectel Google Cloud Platform, DigitalOcean, Oracle Cloud Infrastructure, Yandex.Cloud VMware vSphere e OpenStack.
HashiCorp, dal 2017, mantiene un registro dei moduli Terraform . Nel 2019, ha introdotto la versione a pagamento chiamata Terraform Enterprise per le organizzazioni più grandi.

## Cambio di licenza
Terraform era precedentemente open source e disponibile sotto la versione 2.0 della Mozilla Public License (MPL). HashiCorp il 10 agosto 2023 ha adottato la Business Source License v1.1 per molti dei loro prodotti, tra cui Terraform. La Business Source License, a differenza del MPL, non è open source ma è distribuito con sorgente pubblico.  In risposta, un gruppo di utenti ha pubblicato il manifesto OpenTF il 15 agosto chiedendo a HashiCorp di continuare a pubblicare Terraform sotto una licenza open source.  Il gruppo ha annunciato successivamente il 25 agosto che a causa della mancanza di una risposta favorevole da parte di HashiCorp, avrebbe aperto un fork chiamato OpenTofu basato sull'ultima versione disponibile con licenza MPL del codice software (v1.5.5) e avrebbe lavorato per far ospitare il progetto sotto la Linux Foundation.